# Masao Ōba
Masao Ōba (jap. 大場 政夫, Ōba Masao; * 21. Oktober 1949 in der Präfektur Tokio; † 25. Januar 1973 ebenda) war ein japanischer Boxer im Fliegengewicht.

## Profikarriere
Am 7. November 1966, im Alter von 17 Jahren, begann Ōba seine Profikarriere. Am 22. Oktober 1970 boxte er gegen Berkrerk Chartvanchai um die WBA-Weltmeisterschaft und gewann durch klassischen K. o. in Runde 13. Diesen Titel verteidigte er vier Mal. Sein letzter Kampf, die fünfte Titelverteidigung, fand am 2. Januar 1973 gegen Chartchai Chionoi statt. Trotz mehrerer eigener Niederschläge gewann er durch K. o. in der 12. Runde. Am 24. desselben Monats starb Ōba im Alter von 23 Jahren bei einem Autounfall.
Im Jahre 2015 wurde Masao Ōba in die International Boxing Hall of Fame aufgenommen.